# Matt Chandler
Matt Chandler (Seattle, 20 de junio de 1974) es un teólogo, misionero, escritor, erudito bíblico y predicador calvinista estadounidense conocido por ser el pastor principal de la iglesia Village, una iglesia bautista del sur  en Flower Mound, Texas y el presidente de Acts 29 Network. El primer libro de Chandler, en coautoría con Jared Wilson, The Explicit Gospel , se publicó en 2012. En él explica qué es el evangelio y cómo se ha malinterpretado.

## Biografía
Matt Chandler nació en Seattle, Washington, Estados Unidos, el 20 de junio de 1974. Su padre estaba en el ejército, lo que hizo que se mudara varias veces. Vivían en Olympia, Washington ; Sault Ste. Marie, Michigan ; Alameda, California y Galveston, Texas .  En Texas, Chandler de 6 '5 "era miembro del equipo de fútbol de la escuela secundaria. A menudo se refiere al hecho de que Jeff Faircloth, un compañero de equipo de fútbol, se apresuró a compartir las buenas nuevas de Jesús con él de alguna manera. Eso intrigó a Chandler. En el transcurso de dos años, Chandler asistió a reuniones de la iglesia, se opuso a las creencias, planteó preguntas y dudas contra el cristianismo y finalmente sometió su vida al señorío de Cristo.
Después de la secundaria, Chandler obtuvo su primer trabajo, como conserje en Pine Drive Christian School en Dickinson, Texas . Chandler habló por primera vez frente a una multitud cuando le pidieron que compartiera su testimonio en la capilla de una escuela secundaria. Luego le ofrecieron un trabajo como ministro de jóvenes en una pequeña iglesia bautista en La Marque, Texas, a la edad de 18 años.  Chandler se mudó a Abilene, Texas, donde asistió a la Universidad Hardin-Simmons . Mientras estuvo allí, Chandler comenzó a dirigir el Estudio Bíblico de Gracia semanal en el Teatro Paramount , que pasó de un par de cientos de asistentes a un par de miles.
Chandler obtuvo un título bíblico de la Universidad Hardin-Simmons. En 1996, Chandler fue contratado por la Iglesia Bautista Beltway Park bajo el pastor David McQueen.  En 1999, Chandler fundó una organización sin fines de lucro llamada Waiting Room Ministries con su amigo cercano Shane Barnard .  Chandler comenzó dos veces las clases de seminario, pero abandonó las dos veces porque sintió que había adquirido las herramientas que estaba aprendiendo de seminario en la escuela bíblica.  Se casó con su esposa, Lauren, el 31 de julio de 1999, y tienen tres hijos: Audrey, Reid y Norah.
Una mujer en la junta de su organización sin fines de lucro le pidió a Chandler que pusiera un curriculum vitae en la Primera Iglesia Bautista de Highland Village. Chandler afirma que no esperaba conseguir el trabajo debido a conflictos de creencias.  A pesar de esto, le ofrecieron el trabajo y en 2002 aceptó el puesto. La iglesia en ese momento tuvo una asistencia de 160 personas. Ahora conocida como The Village Church, desde entonces ha crecido a más de 14,000 asistentes.  Chandler dice que su personaje fue moldeado parcialmente por John Piper .
La mañana de Acción de Gracias en 2009, Chandler tuvo una convulsión en su casa  y más tarde se le diagnosticó oligodendroglioma anaplásico , un tumor cerebral maligno.  Chandler comentó en junio de 2010 que creía que Dios sanó su cáncer.  Recibió tratamiento en el Centro Médico de la Universidad de Baylor y recibió un certificado de buena salud en septiembre de 2010.
En marzo de 2012, Chandler fue nombrado presidente de Acts 29 Network , sucediendo a Mark Driscoll, quien había ayudado a fundar la red de plantadores de iglesias, pero luego fue removido por un patrón de "comportamiento impío y descalificador".  Acts 29 Network es una asociación de plantaciones de iglesias que ha crecido a más de 400 iglesias en los Estados Unidos y en todo el mundo.

## Puntos de vista teológicos

### Israel y la Iglesia
Chandler hace una distinción entre Israel y la iglesia, como dos cuerpos diferentes que Dios creó en diferentes momentos de la historia. Chandler ve a la iglesia como creada por Dios a través de la predicación de Cristo: "Dios creó la Iglesia mediante el evangelio proclamado de la Palabra revelada, Jesucristo".

### Hedonismo cristiano
Chandler cree en el hedonismo cristiano , una frase acuñada por John Piper, que enseña que "Dios es más glorificado en nosotros cuando estamos más satisfechos en Él" y que la búsqueda más elevada de Dios ("Su gloria") y el gozo más profundo y duradero del hombre se unen. en una búsqueda, a saber, la búsqueda de la satisfacción en Dios.

### Creacionismo histórico
Con respecto al creacionismo , Chandler se refiere a sí mismo como un "creacionista histórico", tomando el punto de vista presentado por el profesor del Antiguo Testamento Dr. John Sailhamer en su libro Genesis Unbound . Chandler describe la opinión, en sus palabras, de que Dios creó el universo "en las primeras etapas de un período de tiempo incognoscible" y que los días de la creación fueron cuando "Dios preparó una sección de tierra que era inhabitable  y lo preparó [ para Adán y Eva y los puso en el jardíny déles el mandato cultural, 'Ve y haz que el resto del mundo se vea así. Vas a necesitar mucha ayuda. Tener muchos bebés '". Afirma que la creación del universo tuvo lugar antes de la Semana de la Creación bíblica .

### Complementarianismo
Chandler mantiene una visión complementaria de los roles de género. Este punto de vista establece que el hombre y la mujer son iguales en esencia, valor y dignidad, pero fueron creados y llamados por Dios para roles distintos dentro del hogar y la iglesia. Los maridos están encargados de liderar, proteger y mantener a sus esposas y familias y esposas para afirmar y someterse al liderazgo de sus maridos. Los hombres también tienen la responsabilidad principal de dirigir la iglesia local; por lo tanto, el cargo de pastor / anciano está restringido a los hombres. Chandler cree que los hombres fueron diseñados para ser "cultivadores, cultivadores, cuidadores y constructores".

### Calvinismo
La soteriología de Chandler es calvinista . Este punto de vista establece que la "respuesta al evangelio de una persona está arraigada y cimentada en la elección libre e incondicional de Dios para su propio placer y gloria".

### Continuacionismo
En cuanto a los dones espirituales , Chandler es continuista .  Él cree que los dones sobrenaturales como la profecía, los milagros, las curaciones y el hablar en lenguas no han cesado y deben ejercerse dentro de la iglesia bajo los parámetros autoritativos que las Escrituras proporcionan.

## La iglesia del pueblo
Chandler es anciano y pastor principal de enseñanza en The Village Church, que se encuentra en el área metropolitana de Dallas-Fort Worth y (en marzo de 2021) consta de un solo campus: Flower Mound .  La Iglesia Village se considera a sí misma "centrada en el evangelio". Su declaración de misión dice: "En The Village Church, el medio por el cual buscaremos la gloria de Dios al hacer discípulos es cuádruple: adoración centrada en el evangelio, comunidad centrada en el evangelio, servicio centrado en el evangelio y centrado en el evangelio multiplicación.  La iglesia tiene una tasa de crecimiento promedio de más de mil personas por año. Chandler cree que el crecimiento después de su llegada lo ayudó a hacer muchos cambios, incluido el cambio a todos los hombres ancianidad .

## Libros
El primer libro de Chandler se titula The Explicit Gospel .  El libro fue publicado por Crossway Books en 2012 y fue escrito con la ayuda de Jared Wilson. Relevant explicó que el propósito del libro era aclarar el evangelio y sus implicaciones.  El libro se divide en tres secciones principales: El evangelio en el suelo, El evangelio en el aire e Implicaciones y aplicaciones.  Su segundo libro se titula Creature of the Word: The Jesus-Centered Church ,  y fue escrito con el pastor de Village, Josh Patterson, y el vicepresidente de LifeWay , Eric Geiger. Su último libro,Take Heart: Christian Courage in the Age of Unbelief fue publicado en 2018 por The Good Book Company .